# Jan Hampel
Jan Hampel (ur. 25 kwietnia 1933 w Katowicach, zm. 3 grudnia 1962 tamże) – polski hokeista, olimpijczyk z Oslo.
Zawodnik występujący w klubach: Stal i Gwardia, Start (w latach 1952–1957) i Górnik Katowice (w latach 1958–1965). Dwukrotny mistrz Polski w barwach Górnika.
W reprezentacji Polski w latach 1952–1965 zagrał 20 razy. Wystąpił podczas igrzysk olimpijskich w Oslo w 1952.
Grał na pozycji bramkarza.